# ترویه، نروژ
ترویه، نروژ (به لاتین: Trøe) یک منطقهٔ مسکونی در نروژ است که در اوست آدر واقع شده‌است.